# ファランドール

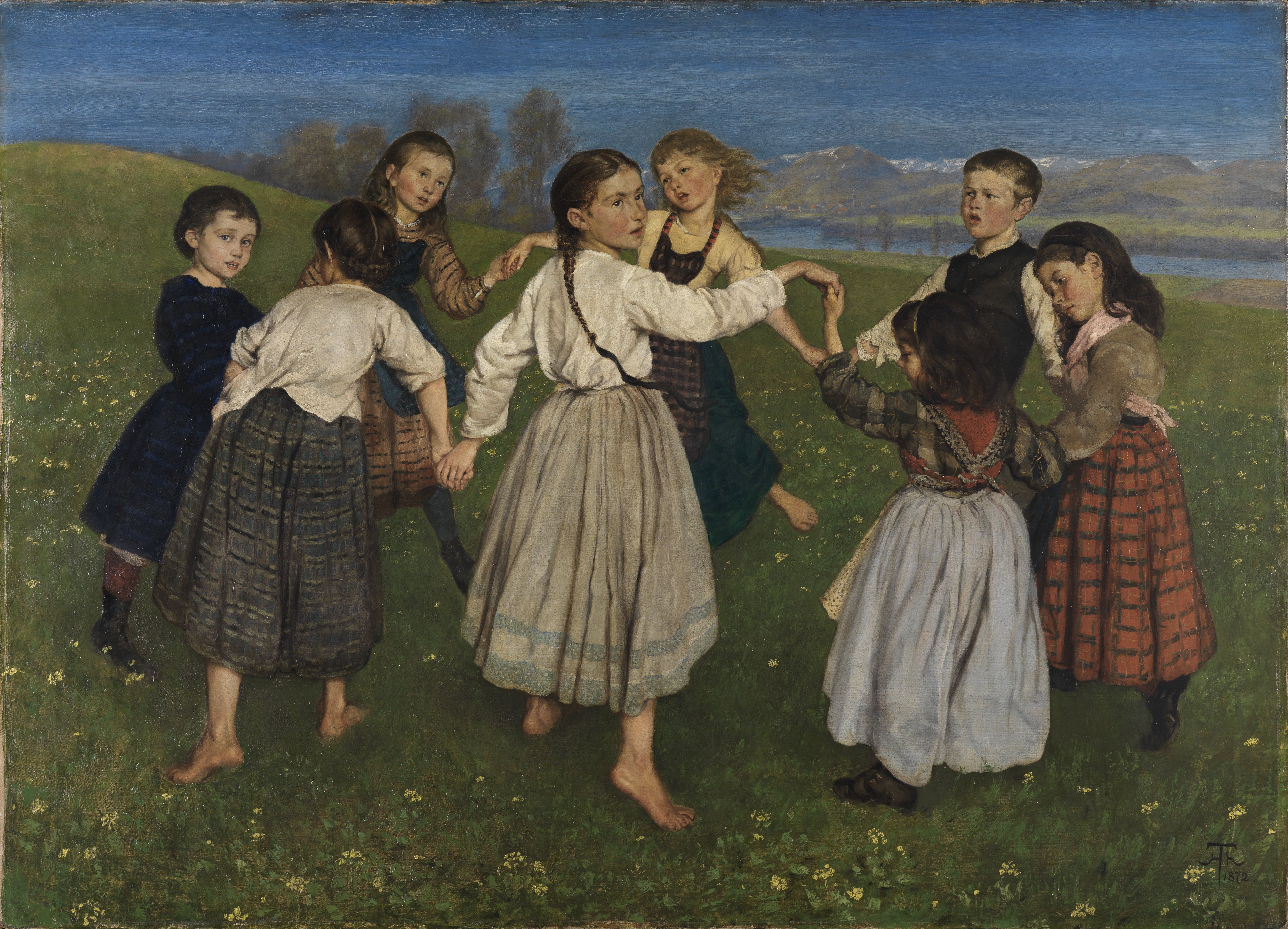
ファランドールを踊る子供達。ハンス・トーマ作。

ファランドール (Farandole) は、フランス南部のプロヴァンス地方で踊られる6/8拍子の舞曲の名称である。
ジョルジュ・ビゼーが作曲した、「アルルの女(アルフォンス・ドーテの短編小説)」の一曲に「ファランドール」があり、これが広く知られている。

## 「アルルの女」のファランドール
ビゼーの「アルルの女」第2組曲の第4曲「ファランドール」は、「3人の王の行列（王の行進）」と「馬のダンス」の2種類の民謡をもとに作られている。特に冒頭の主題は広く知られており、その荘厳さと、打楽器（プロヴァンス太鼓）を使用した活気あるテンポから、コンサートにおけるアンコールで人気が高い楽曲となっている。
なお、DA PUMPの「Com'on! Be My Girl!」のラップ部分の伴奏は、この曲冒頭の「3人の王の行列」からとられている。